# جنگ شهری

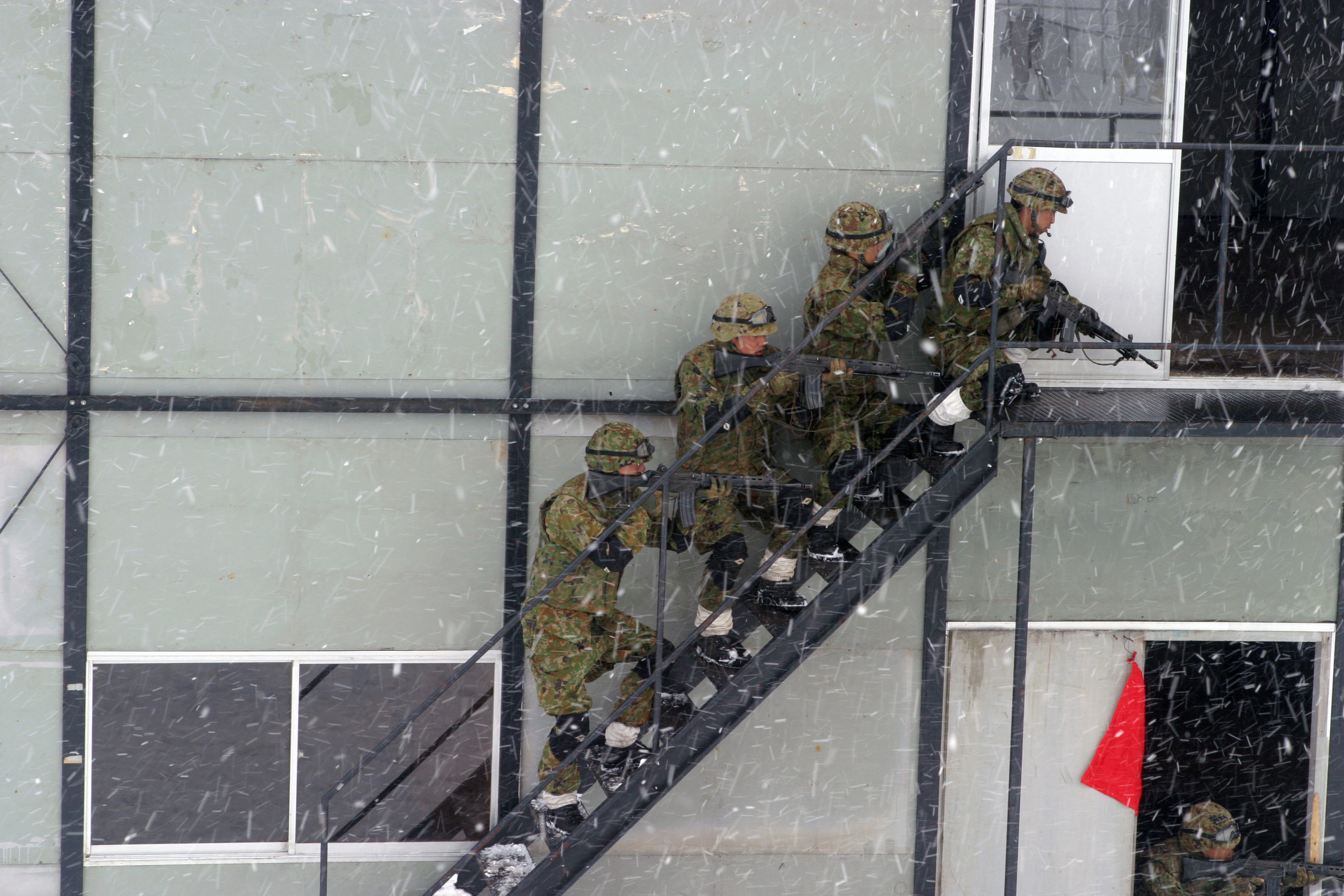
نیروهای ژاپنی درحال تمرین عملیات جنگ شهری در مانور مشترک سال ۲۰۰۴ با ایالات متحده

جنگ شهری (به انگلیسی: Urban warfare) نوعی مبارزه شهری است که در مناطقی مثل شهر‌ها یا شهرک‌ها اتفاق می افتد.این گونه از جنگ، با جنگ‌های باز که در آن تاکتیک و عملیات تعیین‌کننده است تفاوت دارند.مسائلی مانند تاسیسات شهری و شهروندان، جنگ شهری را پیچیده می‌کنند.